# جک اولنترن (مارول کمیکس)
جک او لنترن (به انگلیسی: jack o lantern) یک شخصیت خیالی شرور بزرگ در کتاب‌های کمیک می‌باشد. او در کمیک کتاب‌های آمریکایی منتشر شد توسط مارول کمیکس. این شخصیت توسط تام دفالکو و استیو دیتکو ساخته شد. جک او لنترن بیشتر با شخصیت گوست رایدر ارتباط زیادی دارد و جک او لنترن در گروه‌هایی خبیثانه‌ای مانند انتقام جویان حیرت‌آور و شش خبیث بوده‌است.

## توانایی‌ها
جک او لنترن توانایی‌های زیادی دارد و می‌تواند مرد عنکبوتی را با استفاده از بمب یا گلایدر یا آتش‌های خود بکشد یا گاز سمی و توهم حریف خود را دیوانه و مرگ آور بکشد.

### قدرت ها
جک او لنترن یکی از دشمنان مرد عنکبوتی است و می‌تواند با استفاده از کدویی‌هایی که دارد مرد عنکبوتی را مجروح کند.
او با استفاده از اسکیت تقویت شده و سحر و توهم می‌توان مرد عنکبوتی را بی هوش کند. به قدرت‌های جک او لنترن هم می‌توان اشاره کرد:
۱_آتش
۲_توهم
۳_بمب
۴_سحر
۵_مسخره بازی
۶_کشتار
۷_خنده بر دشمن خود
۸_محو شدن
۹_حرکات آکروباتیک
۱۰_لیزر
۱۱_رباتها و شیاطین
به این قدرت‌های جک او لنترن می‌توان اشاره کرد.
Jack o lantern in Marvel Database
Jack o Lantern in Wikipedia